# Iztok Osojnik
Iztok Osojnik, slovenski umetnik in komparativist, * 27. julij 1951, Ljubljana.
Ustanovil je več umetniških gibanj, med njimi je soustanovil anarhistično podrealistično gibanje, umetniško gibanje Garbage Art (Kjoto), glasbeno skupino Papa Kinjal Bend in Hidrogizma ter vrsto drugih pomembnih umetniških ustanov ali festivalov, kot so Galerija Equrna, Trnovski terceti, Pogovori v Vili Herberstein, Vilenica, Revija v reviji, Zlati čoln in drugih. Med letom 1997 in 2004 je bil vodja Mednarodnega literarnega festivala Vilenica, ki ga organizirata Društvo slovenskih pisateljev in Kulturno društvo Vilenica. Od leta 2004 je predsednik Literarnega društva IA.
Študiral je primerjalno književnost na Univerzi v Ljubljani pod vodstvom literarnega zgodovinarja in filozofa Dušana Pirjevca. Še prej je začel študirati arheologijo, a se je nato prepisal na primerjalno književnost. Med študijem je s pesnikom Juretom Detelo in sociologom Iztokom Saksido sodeloval pri izdaji dela Podrealistični manifest leta 1979, kasneje pa je bil tudi član avantgardnega združenja Pisarna Aleph. Veliko je prepotoval; Evropo, del Indije ter Jugovzhodne Azije. Med letom 1980 in 1982 je nadaljeval s podiplomskim študijem na Kansai Gaidai Univerzi v Osaki na Japonskem. Leta 2011 je doktoriral iz zgodovinske antropologije na Fakulteti za humanistične študije v Kopru. Leta 2000 je sodeloval pri seminarju Cambridge Seminar on Contemporary English Writers, 2001 pa na Goethejevem inštitutu v Berlinu.V času študija je skupaj s Iztokom Saksido in Andrejem Rozmanom ustanovil bend - Papa Kinjal. Osojnik je igral kitaro in pozavno. Med letoma 2002 in 2003 je obiskal ZDA s štipendijo Fulbright Fellowship. Med drugim je tudi prevajal poezijo iz kitajščine, ukrajinščine, španščine, hrvaščine. Osojnik je vsestranski intelektualec, ki je hkrati dejaven na več področjih javnega delovanja, je refleksivno-analitičen avtor. V Sloveniji vodi Poletno rezidenco Vermont Collegea, Mednarodno pesniškoprevajalsko delavnico Zlati čoln in še mnoge druge projekte mednarodnega sodelovanja. Poleg vsega naštetega je Osojnik, kot slikar in scenograf, sodeloval tudi z Dušanom Pirihom - Hupom in Gledališčem Ane Monro in je eden od ustanoviteljev Equrne.
Izdal je 28 avtorskih knjig poezije (nazadnje ***asterisk, 2011, in Poročena na rdeče, 2012), dve zbirki esejev in študij, pet romanov (nazadnje Svinje letijo v nebo, 2012) ter znanstveno monografijo Somrak suverenosti (2013). Za svoja dela je prejel kar nekaj tujih in domačih nagrad; tuje oz. mednarodne nagrade: mednarodna literarna nagrada KONS, italijanska nagrada Benečije-Julijske krajine za poezijo, Lucićeva nagrada; slovenske nagrade: Jenkova nagrada, Župančičeva nagrada, Veronikina nagrada, Čaša nesmrtnosti, Zlatnik poezije (2022). Njegove pesmi so bile prevedene v angleščino, češčino, francoščino, italijanščino, hrvaščino, nemščino, hebrejščino, makedonščino, malajščino, litovščino, poljščino, portugalščino in romunščino.
Živi in dela v Ljubljani. 